# Gare d'Étretat
La gare d'Étretat est une gare ferroviaire, fermée, de la ligne des Ifs à Étretat, située sur le territoire de la commune d'Étretat, dans le département de la Seine-Maritime en région Normandie.

## Situation ferroviaire
Établie à 25 mètres d'altitude, la gare d'Étretat était une gare en cul-de-sac, située au point kilométrique (PK) 229,25 de la ligne des Ifs à Étretat, après la gare de Bordeaux - Bénouville.
Elle disposait de deux voies et de deux quais.

## Histoire
La ligne des Ifs à Étretat a été déclarée d'intérêt public le 17 août 1885, sous la forme d'un embranchement se détachant en gare des Ifs de la ligne de Bréauté - Beuzeville à Fécamp ; elle a été mise en service le 22 juin 1895, son terminus étant la gare d'Étretat qui ouvrit à cette même occasion. Le trafic voyageurs fut interrompu le 30 juin 1951, les trains étant remplacés par des autobus. Le trafic marchandises perdura jusqu'au 3 avril 1972. La ligne est déclassée le 20 septembre 1995, puis rachetée par les communes riveraines pour l'exploiter à des fins touristiques. Sous le nom de Train touristique Étretat-Pays de Caux, la voie ferrée revit à partir de 2000 proposant une activité de vélo-rail combinée avec une circulation en draisine sur la portion de ligne comprise entre les gares des Loges-Vaucottes et d'Étretat (soit un peu plus de cinq kilomètres).

## Patrimoine ferroviaire

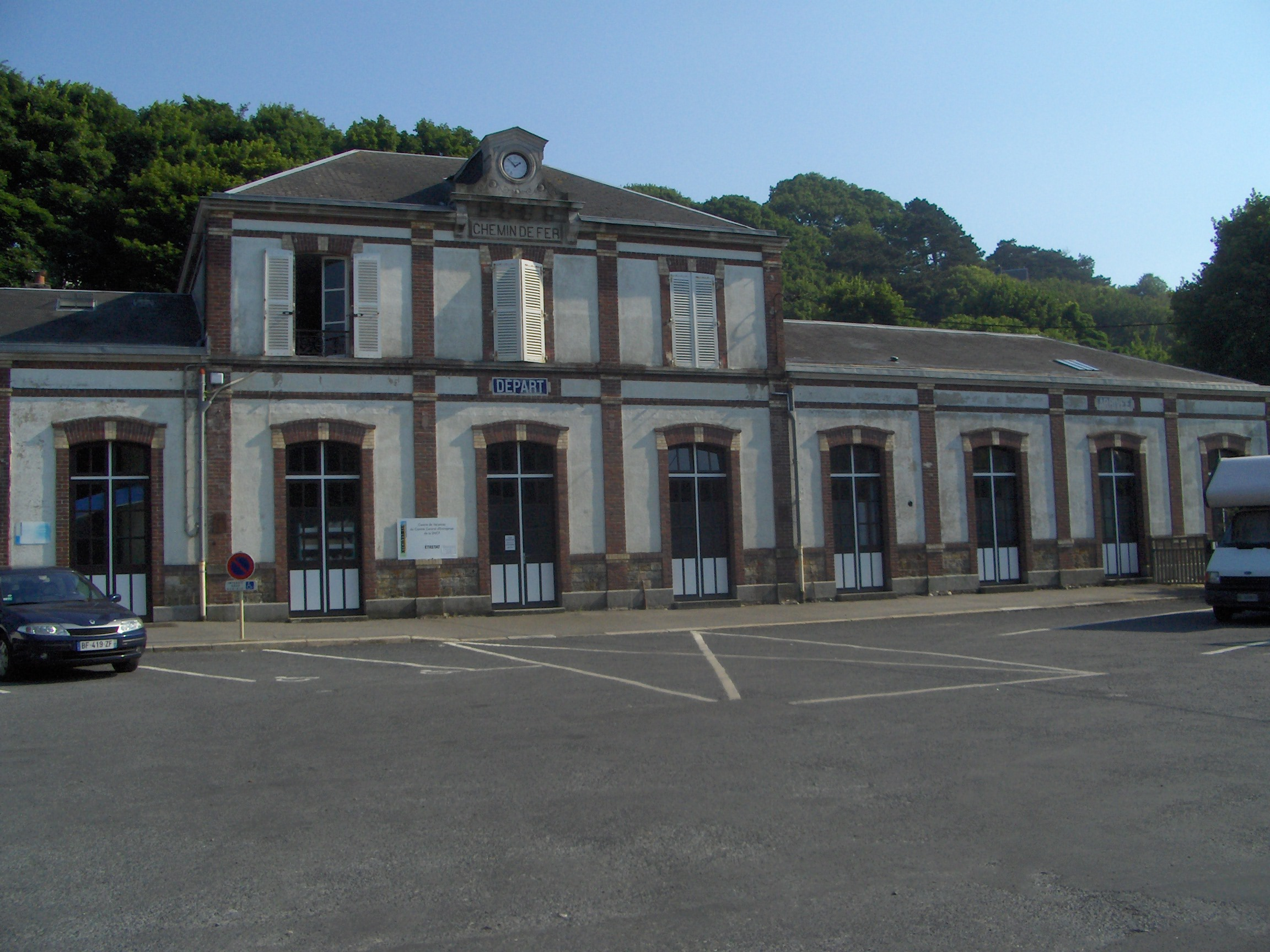
La gare d'Étretat en juillet 2012.

Le bâtiment voyageurs d'origine est toujours présent. Réaffectée, c'est devenu un centre de colonie de vacances de la SNCF.